# Tuberocreagris lata
Espèce
Synonymes
- Microcreagris lata Hoff, 1945

Tuberocreagris lata est une espèce de pseudoscorpions de la famille des Neobisiidae.

## Distribution
Cette espèce est endémique de Caroline du Nord aux États-Unis. Elle se rencontre dans le comté de Durham.

## Systématique et taxinomie
Cette espèce a été décrite sous le protonyme Microcreagris lata par Hoff en 1945. Elle est placée dans le genre Tuberocreagris par Ćurčić en 1989.

## Publication originale
- Hoff, 1945 : Pseudoscorpions from North Carolina. Transactions of the American Microscopical Society, vol. 64, p. 311-327.